# Georg Haas z Hasenfelsu

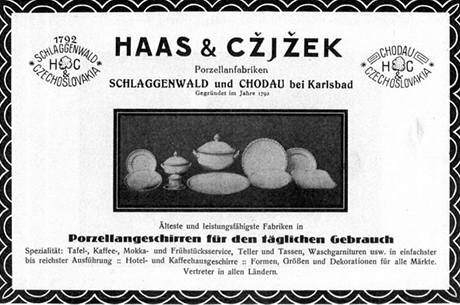
propagační tiskovina porcelánky Haas&Czjzek

Jiří Haas z Hasenfelsu st. (6. prosince 1841 Kamenný Dvůr – 29. listopadu 1914 zámek Mostov) byl rakousko-uherský a český podnikatel. Byl spolumajitelem porcelánky Haas & Cžjžek v Horním Slavkově, největší v rakousko-uherské monarchii a druhé v českých zemích (založené r. 1792).

## Život
Jiří Haas vystudoval chemii ve Vídni. Poté pracoval v porcelánce svého otce Augusta Haase v Horním Slavkově. Ten během života zde také zaměstnal Jana Baptistu Čžjžka (20. 3. 1841 Vídeň – 6. 2. 1925 tamtéž) v roce 1857, se kterým se seznámil během své návštěvy Vídně. Chybou v záznamech se dosud přepisovaně dlouhodobě uváděl omyl, že Jan Cžjžek a Jiří Haas byli bratranci (či jiní příbuzní). Jedná se o omyl. Nebyli v žádném příbuzenském poměru. Před svou smrtí přepsal svou továrnu na svého syna Jiřího Haase ml. a Jana Čžjžka, každému polovinu. Oba poté sepsali 6. dubna 1867 společenskou smlouvu a pokračovali od té chvíle dál ve výrobě jako porcelánka Haas & Cžjžek. Podniku se dařilo, v roce 1871 přikoupili porcelánku od Mosese Porgese z Portheimu v Chodově a dohromady zaměstnávali asi tisíc dělníků. Věhlas značky Haas & Cžjžek rostl, na začátku 20. století a poté i v meziválečném Československu patřila k největším výrobcům porcelánu a jednou z nejuznávanějších na světě.
Dne 16. března 1909 byl Jiřímu Haasovi udělen šlechtický titul. Tento titul připadl dědičně na všechny členy rodiny. Janu Čžjžkovi se totéž povedlo v roce 1909 o něco později. Jejich plná jména pak zněla Jiří Baron Haas von Hasenfels a Jan Baptista Cžjžek Edler von Smidaich (podle Smidar u Nového Bydžova). Jiří Haas již byl majitelem zámků Kamenný Dvůr u Kynšperka nad Ohří a Mostova, v roce 1912 přikoupil ještě hrad Bítov. Firma jako první v Čechách založila pokladnu pro invalidy, vdovy, sirotky a penzijní pokladnu.
Po smrti Jiřího Haase st. (pochován byl v kamenné hrobce u zámku Kamenný Dvůr) připadl jeho podíl manželce Olze a synovi Jiřímu ml. Podíl Jana Baptisty Čžjžka přešel roku 1923 na jeho syna Felixe. V závěru 20. let dosahovala výroba až 200 tun porcelánu měsíčně. Dne 24. října 1945 byla továrna znárodněna a v roce 1958 se stala součástí podniku Karlovarský porcelán. V roce 1992 byla privatizována a vrátila se k názvu Haas & Czjzek. V roce 2009 se majoritním vlastníkem firmy stal ruský majitel. V lednu roku 2011 však zkrachovala. Oživit se ji pak pokusila pražská firma Sideline, v únoru 2014 však stála před exekucí a její majetek se prodával v dražbě.

## Rodina
Jiří Haas se oženil s Olgou Dannenbergovou z Žitavy. Její otec Jan Karel Julius Dannenberg (1817–1884) byl obchodník původem z Berlína. Později se přestěhoval do obce Hirschfelde u Žitavy, kde založil významnou textilní továrnu "Fraenkelsche Orleans" a oženil se zde. Jeho manželkou a matkou Olgy byla Augusta Rosalie Hertzschová z obce Meerane (1833–1816). Měli společně celkem šest dětí.
Jiří Haas s manželkou Olgou měli společně jednoho syna, Jiřího (26. 10. 1876 Mostov – 11. 5. 1945 Bítov), kterému otec v roce 1912 koupil hrad Bítov. Jiří ml. zde žil obklopen mnoha zvířaty, měl rád psy a jezdecké koně, ale choval zde např. i mravenečníka nebo lvici. Svou zoologickou zahradu nechával o víkendech zpřístupnit zdarma veřejnosti. Měl také velkou slabost pro ženy, v okolí měl řadu milenek. Po celou dobu svého života byl společně se svou matkou spoluvlastníkem obou porcelánek, ale nikterak se o ně nezajímal. Žil si svým životem na Bítově a do západních Čech zajížděl jen mimořádně. Když měl být v roce 1945 Jiří přes své protinacistické postoje odsunut, rozhodl se dobrovolně ukončit svůj život. Přes svůj velice bohatý sexuální život mu byly soudem uznané pouze dvě děti, které neměly další potomky, Jiřím tak rod Haasů vymřel.